# Cercomacroides serva
El hormiguero negro (en Ecuador y Perú) (Cercomacroides serva), también denominado hormiguerito oscuro u hormiguero cascabel (en Colombia), es una especie de ave paseriforme de la familia Thamnophilidae, perteneciente al género Cercomacroides, hasta recientemente, en 2014, incluida en Cercomacra. Es nativa de la Amazonia occidental en Sudamérica.

## Distribución y hábitat
Se distribuye al este de los Andes desde el sur de Colombia (Putumayo), Ecuador, Perú y suroeste de la Amazonia brasileña (hacia el este hasta el bajo río Juruá y alto río Madeira) al sur hasta el noroeste de Bolivia (Pando, La Paz).
Esta especie es considerada poco común en su hábitat natural: el sotobosque de bordes de selvas húmedas y bosques secundarios hasta los 1300 m de altitud.

## Sistemática

### Descripción original
La especie C. serva fue descrita por primera vez por el zoólogo británico Philip Lutley Sclater en 1858 bajo el nombre científico Pyriglena serva; la localidad tipo es: «Río Napo, Ecuador».

### Etimología
El nombre genérico femenino «Cercomacroides» deriva del género Cercomacra y del griego «oidēs»: que recuerda, significando «que recuerda a un Cercomacra»; y el nombre de la especie «serva», proviene del latín «servus»: siervo, inferior, esclavo.

### Taxonomía
Amplios estudios moleculares recientes encontraron que esta especie es pariente cercana a Cercomacroides tyrannina. Las poblaciones del centro de Perú y oeste de Brasil al sur hasta Bolivia eran anteriormente separadas en la subespecie hypomelaena, pero aparentemente representan el extremo sureño de un cline de oscuridad decresciente del plumaje. Es monotípica.
Antes incluida en el género Cercomacra, de donde fue separada junto a otras especies a un nuevo género Cercomacroides con base en estudios filogenético moleculares y evidencias morfológicas y comportamentales.